# Pseudanthias cooperi
Pseudanthias cooperi és una espècie de peix de la família dels serrànids i de l'ordre dels perciformes.

## Morfologia
- Els mascles poden assolir 14 cm de longitud total.[2][3]

## Hàbitat
És un peix marí de clima tropical i associat als esculls de corall que viu entre 10-91 m de fondària, tot i que, normalment, ho fa entre 10-60.

## Distribució geogràfica
Es troba des de l'Àfrica oriental fins a Samoa, les Illes de la Línia, el sud del Japó i la Gran Barrera de Corall.